# Eroessa chiliensis
Eroessa chiliensis är en fjärilsart som först beskrevs av Guérin-Méneville 1830.  Eroessa chiliensis ingår i släktet Eroessa och familjen vitfjärilar. Inga underarter finns listade i Catalogue of Life.

## Bildgalleri

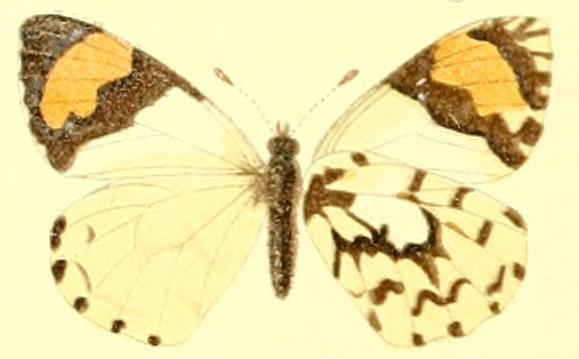